# Mehriz (Verwaltungsbezirk)
Mehriz (persisch شهرستان مهریز) ist ein Schahrestan in der Provinz Yazd im Iran. Er enthält die Stadt Mehriz, welche die Hauptstadt des Verwaltungsbezirks ist. 

## Distrikte
Der Bezirk gliedert sich in folgende Kreise (Bachschs):
- Zentral (بخش مرکزی)

## Demografie
Bei der Volkszählung 2016 betrug die Einwohnerzahl des Schahrestan 51.733. Die Alphabetisierung lag bei 87 Prozent der Bevölkerung. Knapp 66 Prozent der Bevölkerung lebten in urbanen Regionen.
| Zensusjahr | Einwohnerzahl |
| ---------- | ------------- |
| 2011       | 44.126        |
| 2016       | 51.733        |